# Malé

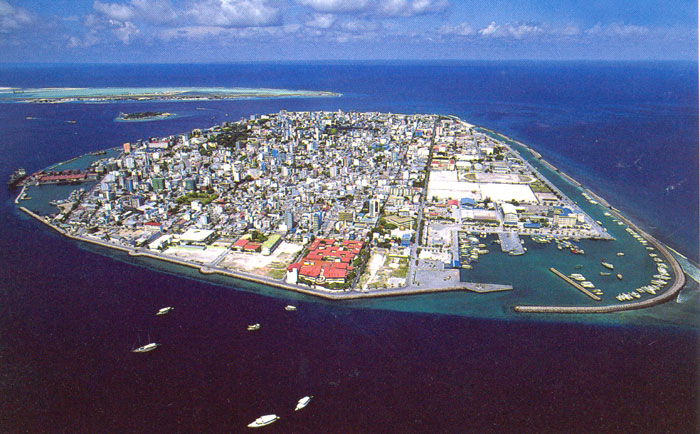
Vista aèria de Malé

Malé (en dhivehi މާލެ) és la capital de la República de les Maldives. Amb una població de 252.768 incloent altres districtes i una superfície de 8,30 km², també és una de les ciutats més densament poblades del món. La ciutat està geogràficament situada a l'extrem sud de l'atol de Malé Nord (atol de Kaafu).
Administrativament, la ciutat està formada per una illa central, una illa aeroport i quatre illes més presidides per l'Ajuntament de Malé.
Tradicionalment, era l'illa del Rei, des d'on governaven les antigues dinasties reials i on es trobava el palau. Aleshores la ciutat es va anomenar Mahal. Antigament, era una ciutat emmurallada envoltada de fortificacions i portes (doroshi). El Palau Reial (Gan'duvaru) va ser destruït juntament amb els pintorescs forts (koshi) i bastions (buruzu) quan la ciutat va ser remodelada sota el govern del president Ibrahim Nasir després de l'abolició de la monarquia el 1968. No obstant això, van quedar uns quants edificis, a saber, la mesquita del divendres de Malé. En les últimes dècades, l'illa s'ha ampliat considerablement en grandària gràcies a la recuperació de terres. Al llarg dels anys, Malé ha estat el centre de protestes polítiques i esdeveniments importants.
Malé és el centre del comerç de cocos, fibra d'escorça de coco, palmeres, copra i petxines. La ciutat es troba a l'illa de Malé, dins l'atol de Malé.
Té una base d'hidroavions i un ancoratge de vaixells. L'Aeroport Internacional de Malé és a l'illa veïna de Hulhule. El port s'ha expandit guanyant terra al mar. L'illa està totalment urbanitzada: la ciutat n'ocupa gairebé tota la superfície.
El 26 de desembre de 2004, va ocórrer un devastador terratrèmol a Sumatra que va provocar un tsunami a l'oceà Índic. Malé va ser afectada pel tsunami, que va inundar dues terceres parts de la ciutat.

## Etimologia
El nom Malé sorgeix de la paraula mahaalay, que prové del sànscrit. El nom deriva de maha, que significa 'gran' i alay, que significa 'casa'. Normalment la paraula mahaalay s'empra per denominar el palau d'un rei o la capital (illa del rei) en sànscrit.
El conjunt sencer d'illes, les Maldives, rep el nom del sànscrit maladvipa, garlanda d'illes.

## Visió general
Encara que Malé es troba geogràficament a l'atol de Kaafu, administrativament no se'n considera part. La part central de la ciutat està formada per l'illa de Malé. Cinc illes més formen part de la ciutat que inclou Hulhulé, Hulhumalé, Vilimalé, Gulhifalhu i Thilafushi. Un port comercial es troba a l'illa central i serveix com a cor de totes les activitats comercials del país. L'aeroport internacional de Velana es troba a l'illa de Hulhulé.
L'illa central està molt urbanitzada, amb la zona urbanitzada ocupant essencialment tota la seva superfície. Una mica menys d'un terç de la població del país viu a la capital, i la població ha augmentat de 20.000 persones el 1987 a 100.000 persones el 2006. Molts maldius i treballadors estrangers que viuen a altres parts del país es troben en una residència ocasional de curta durada a l'illa, ja que és el centre de l'administració i la burocràcia. La majoria de la població de Malé viu en petites cases o complexos d'apartaments, sovint compartits amb familiars externs o companys d'habitació. Això va provocar el desenvolupament de Hulhumalé i l'extensió a la Fase 2. La comunitat d'expatriats indis a les Maldives és la segona més gran, amb unes 27.000 persones. Entre ells, una part substancial està formada per treballadors de la construcció, metges, infermeres, professionals de la salut i professors, que tenen papers vitals en els sectors de la infraestructura, la salut i l'educació de les Maldives. A més, els nacionals indis i de Bangla Desh contribueixen significativament com a treballadors qualificats, juntament amb una presència important de treballadors no qualificats, així com altres professionals i membres de la comunitat empresarial.

## Història
Els primers colons a les illes Maldives van ser els dravídics que van arribar des de les costes veïnes del modern subcontinent indi i la costa de Ceilan. Els estudis comparats de les tradicions lingüístiques, orals i altres culturals de les Maldives, a més del folklore, assenyalen una forta influència dravídica en la societat maldiviana, centrada a Malé, des de l'antiguitat. El poble de Giraavaru reivindica descendència dels primers colons tàmils de les Maldives.
Es diu que els primers colons tamils van anomenar les illes Maalaitivu, que significa illes de la cadena. Els primers registres també indiquen que l'illa es deia Athamana Huraa " abans de rebre el nom de Malé. Segons la tradició regional, els pescadors de Giraavaru solien anar regularment a un gran banc de sorra (finolhu) a l'extrem sud del seu atol per netejar la tonyina després d'una bona captura. A causa de la gran quantitat de desposses i sang de tonyina, les aigües al voltant d'aquell banc de sorra semblaven un gran bassal de sang ("maa ley gandeh": "maa" del sànscrit मह "maha", que significa gran, i sang "lē"). Tradicionalment, els primers habitants de les Maldives, que són el poble Giravaru, no tenien reis. Vivien en una societat senzilla i eren governats per caps locals.
Tanmateix, un dia, un príncep del subcontinent anomenat Koimala va arribar a l'atol de Malé navegant des del nord en un gran vaixell. La gent de Giraavaru va veure el seu vaixell des de lluny i el va donar la benvinguda. Van permetre que el príncep Koimala s'instal·lés en aquell gran banc de sorra enmig de les aigües contaminades de sang de peix. Al banc de sorra es van plantar arbres i es diu que el primer arbre que hi va créixer va ser la papaia. (No obstant això, això podria referir-se a qualsevol arbre que dona fruits comestibles com la paraula arcaica Dhivehi, i la paraula Mahal en els temps moderns, perquè fruita (falhoa) era la mateixa que la de la papaia.) Amb el pas del temps, els illencs locals van acceptar el govern d'aquest príncep del Nord. Es va construir un palau i l'illa es va anomenar formalment Maa-le (Malé), mentre que l'illa més propera es va anomenar Hulhu-le.
Es diu que els noms dels quatre barris o divisions principals de l'illa de Malé els van donar els pescadors originals de Giraavaru: Maafannu de maa (gran) i fannu (un lloc on un camí de poble es troba amb el mar), Henveiru de en-beyru (d'on van agafar l'esquer els pescadors), Galolhu de galu-olhu (solc de pedra) i Macchangolhi de mathi-angolhi (bifurcació del camí al vent).
En les primeres fonts estrangeres, Malé s'anomenava Ambria o Mahl. Per als maldius, era Fura Malé, és a dir, "Malé el Preeminent".
Quan Ibn Battuta va viatjar a Malé el 1343, va proporcionar una descripció força extensa de la ciutat així com de les illes de les Maldives en general. Va esmentar que la reina, Rehendhi Khadeeja, tenia una residència a Malé, que per la seva descripció es pot assimilar al mateix palau dels posteriors governants sultans, al centre de l'illa. Dins dels recintes del palau, diverses fosses contenien magatzems de petxines de cauri, llestes per ser comercialitzades. Ibn Battuta també va esmentar diverses mesquites, construïdes en fusta.
Malé va ser fortificada al segle XVII pel soldà Muhammad Imaduddin, que va construir muralles als costats nord, est i oest de l'illa. Els vaixells de pesca i els petits dhonis feien servir un port interior, mentre que els vaixells més grans havien de fondejar al port exterior, entre les illes de Vilingili i Hulhule. L'illa ocupava menys d'una milla quadrada de mida i estava envoltada per una llacuna poc profunda.
Malé tenia 2.148 habitants l'any 1888, però el creixement demogràfic va comportar aviat la recerca de nous espais per a l'habitatge. Els antics forts i les muralles decrépites van ser desmantellats el 1925-1927 sota el regnat de Muhammad Shamsuddeen III, per ser reconstruïts a menor escala. També es van eixamplar i redreçar les carreteres. També s'havien netejat antics grans cementiris, per aconseguir més espai d'habitatge.
El Palau Reial (Gan'duvaru) va ser destruït juntament amb els pintorescs forts (koshi) i bastions (buruzu) quan la ciutat va ser remodelada sota el govern del president Ibrahim Nasir després de l'abolició de la monarquia el 1968. Només queden l'edifici del Museu Nacional, residència de l'últim soldà, així com la mesquita del divendres de Malé. Els residents de Malé aviat van créixer fins als 11.453 el 1967 i els 29.522 el 1977. Per tal d'atendre la creixent població, el 1986 es va recuperar la llacuna poc profunda al voltant de Malé.

El lloc més venerat de Malé és el Medhu Ziyaaraiy, a l'altra banda del carrer de la Mesquita del Divendres de Malé: la tomba d'Abu al-Barakat Yusuf al-Barbari, que es considera que va convertir les Maldives a l'islam el 1153.

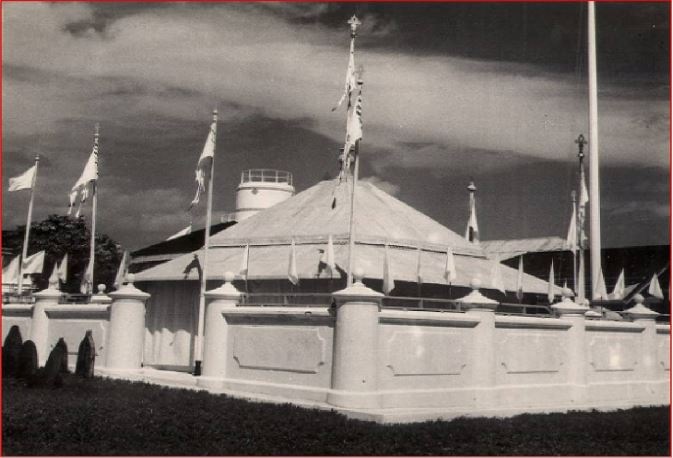
Malé, Medhu Ziyaaraiy, 1958
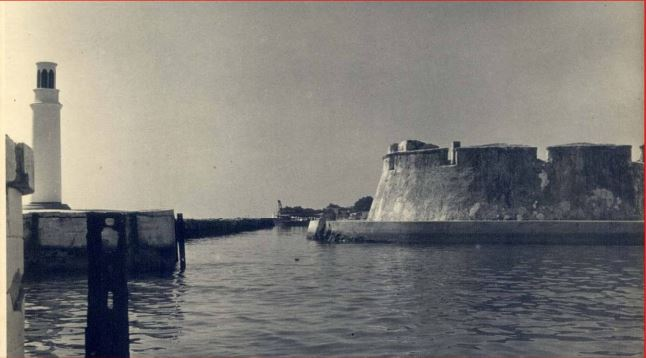
Malé, Bodu Buruzu, 1960
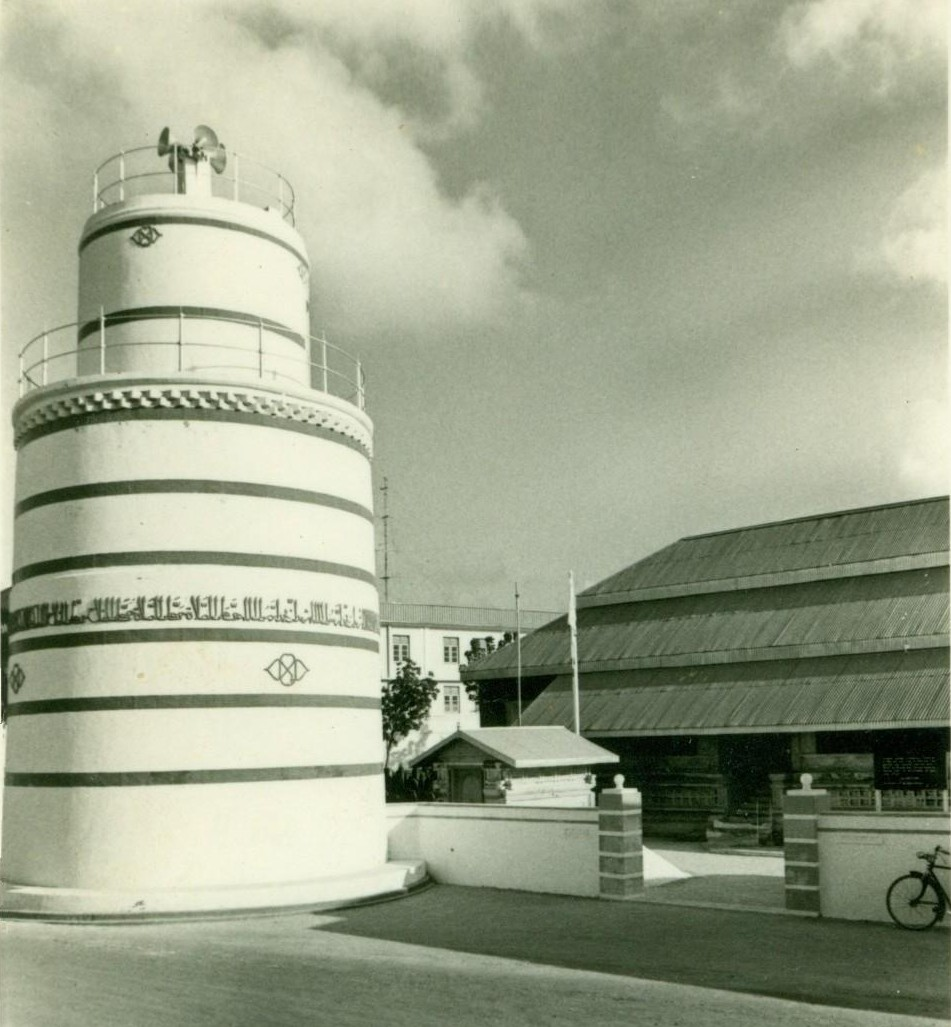
Meswuita dels divendres de Malé
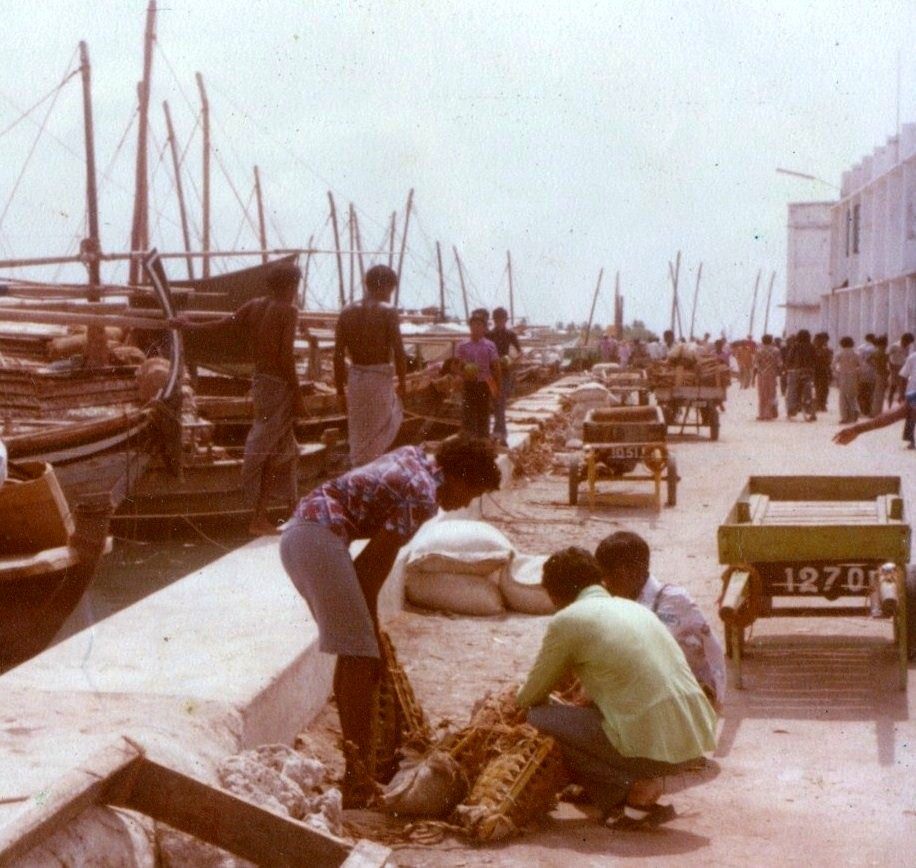
port Malé, 1984
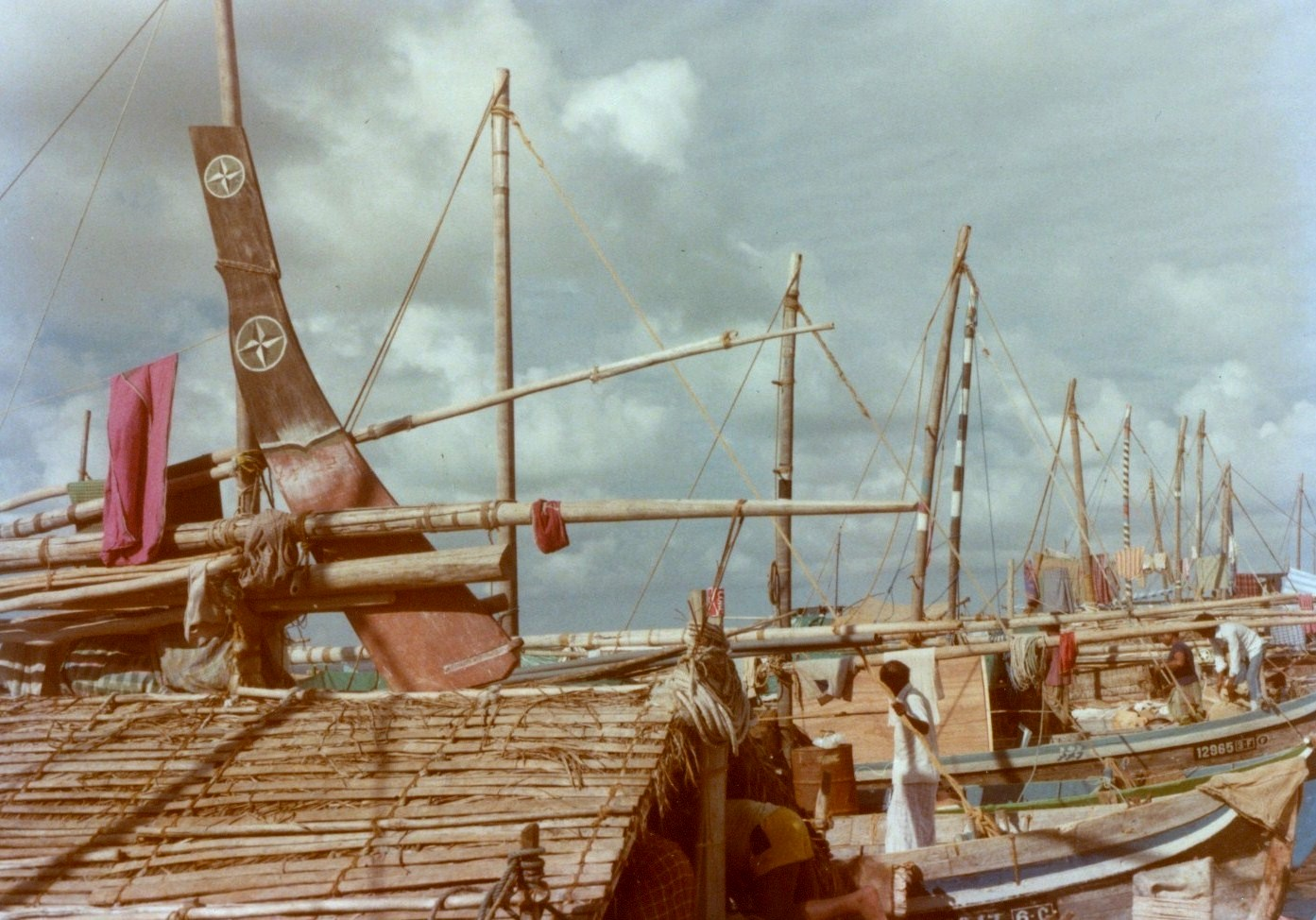
port Malé, 1984

## Geografia

### Subdivisions
La ciutat està dividida en sis divisions, quatre de les quals es troben a l'illa de Malé: Henveiru, Galolhu, Maafannu i Macchangolhi. La propera illa de Vilimalé, antigament un centre turístic i abans d'això una presó, és la cinquena divisió. La sisena divisió és Hulhumalé, una illa artificial instal·lada des de 2004. A més, l’aeroport Illa Hulhulé forma part de la ciutat. S'han fet plans per desenvolupar l'escull de Gulhifalhu, la implementació va començar el 2008.

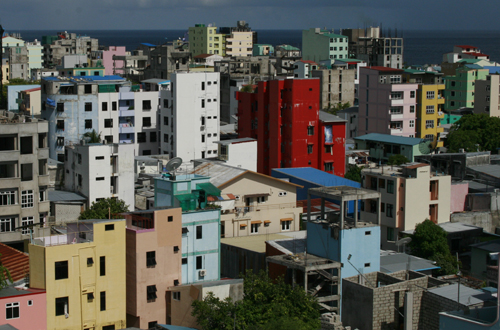
L'skyline de Malé

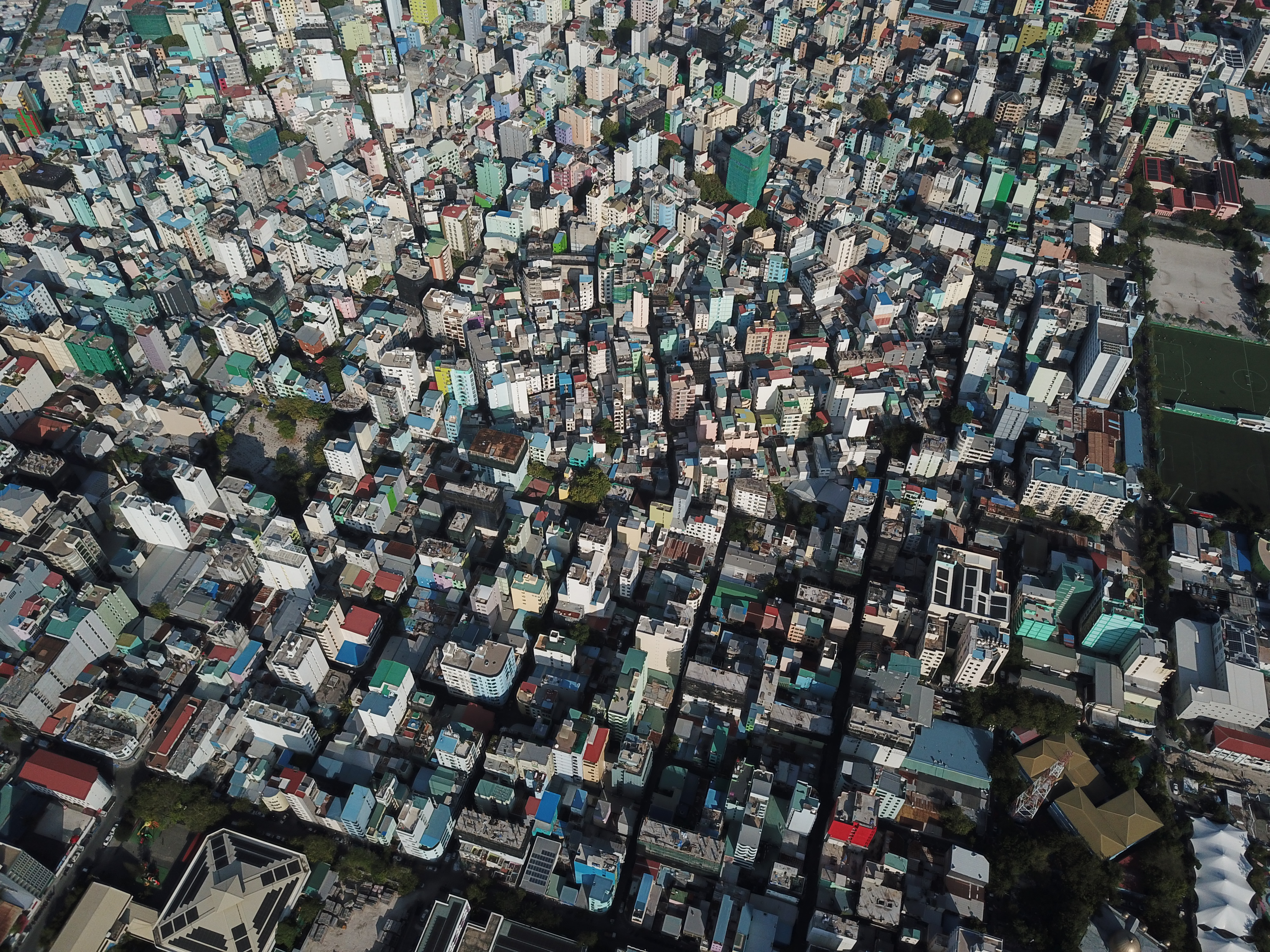
Vista aèria en detall de Malé

L'illa de Malé és la vuitena illa més densament poblada del món, i és la 160a illa més poblada del món. Com que no hi ha camp circumdant, tota la infraestructura s'ha d'ubicar a la mateixa ciutat. L'aigua es subministra a partir d'aigües subterrànies dessalinitzades; l'obra d'aigua bombeja aigua salobre de 50–60 m de pous profunds a la ciutat i la dessalinitza mitjançant osmosi inversa. L'energia elèctrica es genera a la ciutat amb generadors dièsel. Les aigües residuals es bombegen al mar sense processar. Els residus sòlids es transporten a les illes properes, on s'utilitzen per omplir llacunes. L’aeroport es va construir d'aquesta manera, i actualment la llacuna de Thilafushi s'està omplint.
Molts edificis i agències governamentals es troben a la vora del mar. L'aeroport internacional de Velana es troba a l'illa adjacent de Hulhulé, que inclou una base d'hidroavió per al transport intern. Diversos projectes de recuperació de terres han ampliat el port.

## Economia

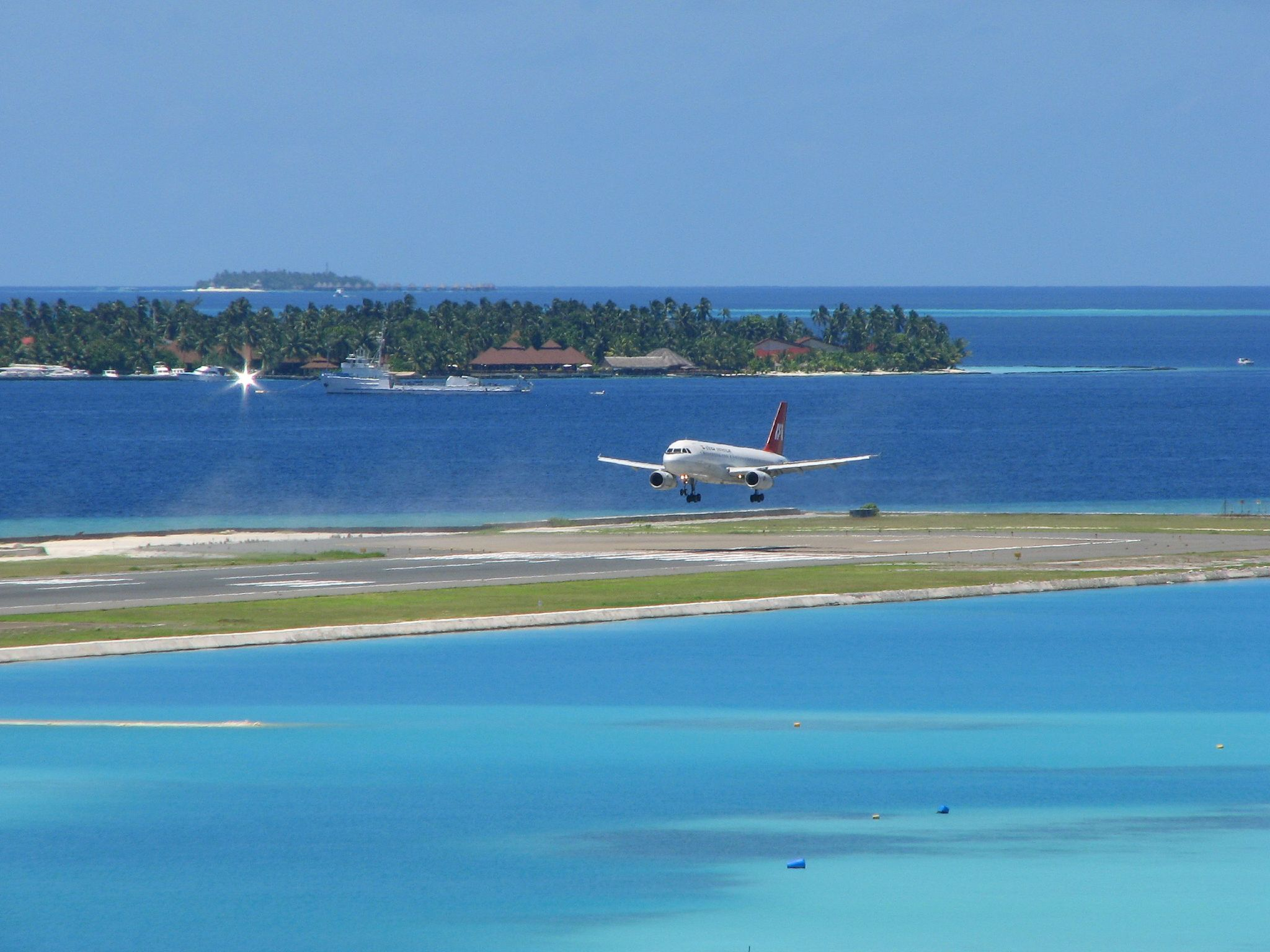
Aeroport internacional de Velana

El turisme és la indústria més gran de les Maldives, ja que representa el 28% del PIB i més del 60% dels ingressos de divises de les Maldives. El PIB per càpita va augmentar un 265% als anys vuitanta i un 115% més als noranta. Més del 90% dels ingressos fiscals del govern provenen dels drets d'importació i els impostos relacionats amb el turisme. Malé, la capital, té molts atractius turístics i centres turístics propers. Maldivian, la companyia aèria de les Maldives, té la seva seu central a Malé, igual que la companyia aèria FlyMe.
El port central de les Maldives es troben a Malé, el centre de totes les activitats comercials. La Maldives Transport and Contracting Company (MTCC) es va constituir l'any 1980 per contribuir al desenvolupament de la infraestructura i el servei de transport a les Maldives. El port forma part de la Ruta Marítima de la Seda del segle XXI que va des de la costa xinesa a través del Canal de Suez fins al Mediterrani, fins allà fins a la regió de l'Alt Adriàtic amb les seves connexions ferroviàries amb Europa Central i Oriental.

## Transport

### Carretera
Cadascuna de les illes de Malé està servida per una densa xarxa de carreteres asfaltades, que reben el nom de magu (carretera o carrer), hingun i goalhi (carretera o carreró). El trànsit rodat és intens, sobretot a l'illa de Malé.
Malé i l'illa de Hulhulé estan unides pel pont de Sinamalé, que es va obrir al trànsit l'octubre de 2018, mentre que Hulhulé i Hulhumalé s'uneixen mitjançant una calçada, la qual cosa permet connectar les xarxes viàries de les tres illes.
El transport públic a Malé consta principalment de diverses línies d'autobusos que recorren la ciutat, connectant la regió del Gran Malé amb l'illa de Malé. La ciutat també compta amb una xarxa de línies de minibusos que donen servei als carrers més estrets de la ciutat.

### Aire
L'aeroport internacional de Velana es troba a la propera Hulhulé i és l'aeroport de la ciutat així com el principal aeroport de les Maldives. Amb l'obertura del pont de Sinamalé, l'aeroport és ara accessible des de Malé per carretera. Abans de l'obertura del pont, el transport entre l'aeroport i Malé era mitjançant un servei de ferri freqüent. Hulhulé i Hulhumalé s'han connectat mitjançant una calçada des del desenvolupament d'Hulhumalé, la qual cosa permet accedir a l'aeroport per carretera des d'aquest últim.

### Transport interinsular
Com que Malé, Hulhulé i Hulhumalé estan enllaçats ara per carreteres, els desplaçaments entre illes entre les tres illes es poden fer per carretera. Per a la resta d'illes, el transport interinsular és en ferri.

## Govern

### Ajuntament
L'Ajuntament de Malé és l'òrgan de govern local responsable de la governança de la ciutat de Malé. El consell es va crear l'any 2011, amb la promulgació del projecte de llei de descentralització. La ciutat està dividida el 18 barris, cadascun amb un regidor.
A les eleccions al Consell Local del 2021, l'alcalde va ser elegit per primera vegada, amb Mohamed Muizzu escollit per al càrrec. El Partit Progressista de les Maldives va aconseguir 11 escons mentre que el Partit Democràtic de les Maldives va aconseguir 6 escons.